# Adventures of Lolo
Adventures of Lolo är ett pusselspel från 1989, utvecklat av HAL Corporation till NES.

## Handling
Kung Egger har kidnappat Lala, och Lolo måste bege sig till slottet och rädda henne.

### Fotnoter
1. 1 2  ”Adventures of Lolo”. NES DB. 27 februari 1989. Arkiverad från originalet den 26 april 2014. https://web.archive.org/web/20140426234238/http://www.nesdb.se/game_more.php?id=35&rid=1. Läst 26 april 2014.